# Madrassa de Jamal-ad-Din

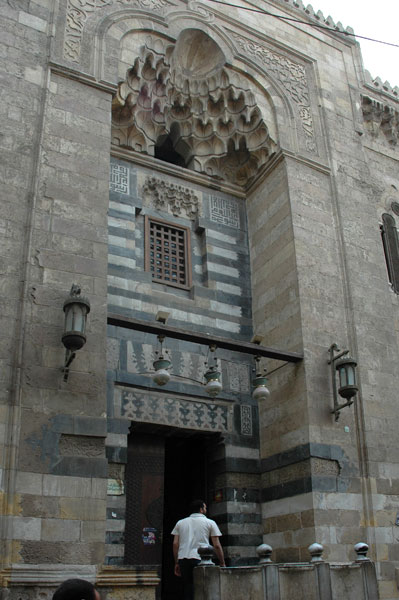
La mesquita de Jamal-ad-Din.

La madrassa de Jamal-ad-Din al-Ustadar (àrab: مسجد جمال الدين يوسف الاستادار, masjid Jamāl ad-Dīn Yūsuf al-Ustadār) és una de les que es van fer per acollir les quatre escoles ortodoxes (màdhhab) de dret islàmic (xafiïta, hanbalita, malikita i hanafita). L'edifici forma part del conjunt arquitectònic conegut com a Caire històric, declarat Patrimoni de la Humanitat per la UNESCO. Porta el número 35 del catàleg de monuments islàmics gestionat pel Consell Suprem d'Antiquities. Està situada a l'antiga ciutat fatimita, entre la mesquita d'al-Azhar i la muralla nord.

## Història
El seu promotor fou Jamal-ad-Din al-Ustadar, un despietat i corrupte recaptador d'impostos que va morir estrangulat el 1409. Una barriada del Caire situada a llevant de la madrassa porta el seu nom: al-Jamaliyya. Aquesta escola s'havia construït el 1408, sota el segon govern d'an-Nàssir Fàraj (1405-1412). A causa de la corrupció del fundador, el soldà va manar que l'edifici fos derruït, però finalment hom va optar per fer desaparèixer el nom de Jamal-ad-Din de les inscripcions.

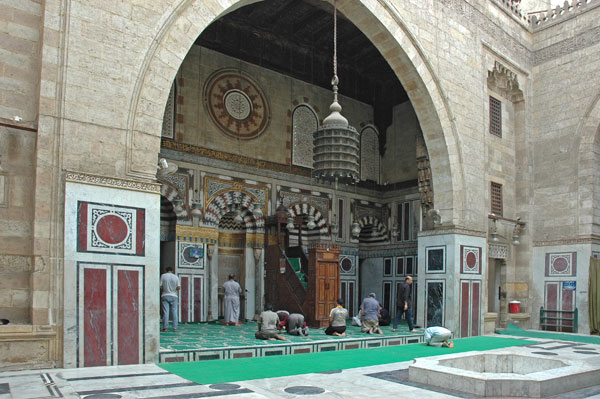
L'iwan principal.

El 1517, després de la conquesta otomana, bona part de la seva decoració marmòria es va arrencar i traslladar. El 1992 el terratrèmol del Caire va afectar greument l'edifici, però ara s'ha restaurat i té les funcions de mesquita.

## L'edifici
L'edifici es desenvolupa al voltant d'un pati rectangular on s'obren quatre iwans desiguals, cada un d'aquests ocupat per una de les escoles islàmiques. L'iwan que està orientat a l'alquibla és, curiosament, menys profund que els altres. Les altres dependències, un mausoleu, un sabil, l'entrada i el lloc per a les ablucions se situen en els espais lliures entre els iwans.